# Краснокоротковський
Краснокоротковський (рос. Краснокоротковский) — хутір у Новоаннінському районі Волгоградської області Російської Федерації.
Населення становить 570 осіб. Входить до складу муніципального утворення Краснокоротковське сільське поселення.

## Історія
Хутір розташований у межах українського історичного та культурного регіону Жовтий Клин.
Населений пункт заснований 1914 року.
Згідно із законом від 21 грудня 2004 року № 970-ОД органом місцевого самоврядування є Краснокоротковське сільське поселення.

## Населення
| 2010 |
| ---- |
| 570  |